# 메리 T. 마허
메리 터스티그 마허 플랜트(Mary Tustegge Meagher Plant, 1964년 10월 27일 ~ )는 미국의 수영 선수이자, 전 세계 기록 보유자이다. 1981년 자신의 생존 세계 기록들 - 100m(57.93초)와 200m 접영(2분 05.96초)를 능가하여, 이 기록들이 18년과 19년 동안 존경할 만한 기록들로 서있었다.
켄터키주 루이빌에서 태어난 마허는 어린 나이에 수영을 시작하여, 14세의 나이로 1979년 팬아메리칸 게임에서 자신의 첫 접영 세계 기록들을 세웠다.
1980년 모스크바 올림픽에서 메달 획득을 기대하였지만, 미국의 불참으로 기회를 놓쳤다.
1981년 위스콘신주 브라운 디어에서 열린 국내 선수권 대회에서 배영의 양종목에서 세계 기록들을 세웠다. 1999년 제니 톰슨이 100m 기록을 낮추었고, 이듬해 수지 오닐이 200m 기록을 세우면서 위의 기록들이 갱신되었다.
그해와 1985년 스위밍 월드 잡지에 의하여 "올해의 여성 수영 선수"로 선정되었다.
캘리포니아 대학교 버클리에서 선수로 활약하였으며, 1987년 사회 과학에서 문학사를 취득하면서 졸업하였다.
1984년 로스앤젤레스 올림픽에서 접영의 양종목과 400m 혼계영에서 3개의 금메달을 획득하였다. 4년 후, 서울 올림픽에서 200m 접영 동메달 획득을 마지막으로 수영에서 은퇴하였다. 그녀는 24개의 국내 타이틀을 우승하였다.
루이빌에는 그녀의 이름을 딴 수영장이 있다.

## 같이 보기
- 올림픽 수영 여자 메달리스트 목록
- 수영 접영 100m 세계 기록 추이
- 수영 접영 200m 세계 기록 추이